# Det som håller oss vid liv
Det som håller oss vid liv är ett studioalbum av Peter LeMarc från 2003, utgivet på etiketten Columbia som ägs av Sony Music.

## Låtlista
Musik och text av Peter LeMarc.
1. Från ett fönsterlöst rum
2. Det som håller oss vid liv
3. Detta blir min död
4. Morgonens nåd
5. Skönt att finnas till
6. Vi överlevde vintern
7. Så långt mina armar räcker
8. Någonting som är heligt
9. Du är bra
10. Där blått möter blått
11. Helande händer

## Medverkande
- Peter LeMarc: sång, munspel, autoharpa, slagverk
- Mikael Nord Andersson: akustiska och elektriska gitarrer och andra stränginstrument, fiol
- Backa Hans Eriksson: elbas, kontrabas, saxofon, basmunspel
- Stephan Forkelid:[1] klaviaturinstrument (pseudonym i skivhäftet: Titam Florebeck)
- Christer Jansson: trummor, slagverk
- Jesper Nordenström: klaviaturinstrument, slagverk

## Listplaceringar
| Lista (2003-2004) | Topplacering |
| ----------------- | ------------ |
| Sverige           | 1            |